# Hydaticus africanus
Hydaticus africanus är en skalbaggsart som först beskrevs av Rocchi 1976.  Hydaticus africanus ingår i släktet Hydaticus och familjen dykare. Inga underarter finns listade i Catalogue of Life.